# Eupelmus vicentinus
Eupelmus vicentinus är en stekelart som beskrevs av De Santis 1979. Eupelmus vicentinus ingår i släktet Eupelmus och familjen hoppglanssteklar. Inga underarter finns listade i Catalogue of Life.